# Стефан Арсенијевић
Стефан Арсенијевић (Београд, 11. март 1977) српски је филмски редитељ, сценариста и универзитетски професор.

## Биографија
Завршио је Девету београдску гимназију. Студирао је филозофију, радио као новинар и студирао филмску и телевизијски режију на Факултету драмских уметности у Београду, где ради као ванредни професор.
Оснивач је и програмски директор регионалног професионалног тренинг програма Гете Института за младе редитеље FIRST FILMS FIRST. Радио је као уредник филмског програма Културног центра Београда.
За кратке филмове је добио више од 30 награда, укључујући две Златне плакете града Београда, Златног медведа на ИФФ у Берлину, награду Европске филмске академије, као и номинацију за Оскара за филм Аторзија.
Његов први целовечерњи филм, Љубав и други злочини премијерно је приказан на Берлинском фестивалу 2008. и освојио је неколико међународних награда, укључујући награде за најбољу режију у Висбадену, Софији и Бурси, као и награду публике у Линцу.
Његов филм Страхиња Бановић је у августу 2021. освојио пет награда у оквиру главног такмичарског програма 55. Међународног филмског фестивала у Карловим Варима, укључујући и најважнију награду фестивала, гран-при Кристални глобус за најбољи филм.
О филмском стваралаштву Срђана Карановића написао је књигу „Мало изнад тла - Срђан Карановић о својим филмовима”.

## Приватни живот
Ожењен је директорком фотографије Јеленом Станковић, са којом се упознао током студија на ФДУ. Отац је ћерке Маше.

## Филмографија
| Филмографија | Филмографија              | Филмографија | Филмографија | Филмографија                   |
| Година       | Наслов                    | Позиција     | Позиција     | Напомене                       |
| Година       | Наслов                    | Редитељ      | Сценариста   | Напомене                       |
| ------------ | ------------------------- | ------------ | ------------ | ------------------------------ |
| 2001         | Belgrade Sound            | Да           | Да           | дугометражни документарни филм |
| 2002         | Мала јутарња прича        | Да           | Да           | краткометражни играни филм     |
| 2003         | (А)Торзија                | Да           | Не           | краткометражни играни филм     |
| 2005         | Lost and found            | Да           | Да           | коаутор                        |
| 2008         | Љубав и други злочини     | Да           | Да           | дугометражни играни филм       |
| 2010         | Do Not Forget Me Istanbul | Да           | Да           | коаутор                        |
| 2021         | Страхиња Бановић          | Да           | Да           | дугометражни играни филм       |